# Блеклік-Естейтс (Огайо)
Блеклік-Естейтс (англ. Blacklick Estates) — переписна місцевість (CDP) в США, в окрузі Франклін штату Огайо. Населення — 8990 осіб (2020).

## Географія
Блеклік-Естейтс розташований за координатами 39°54′17″ пн. ш. 82°51′59″ зх. д. / 39.90472° пн. ш. 82.86639° зх. д. (39.904597, -82.866383).  За даними Бюро перепису населення США в 2010 році переписна місцевість мала площу 4,96 км², з яких 4,90 км² — суходіл та 0,06 км² — водойми.

## Демографія
Згідно з переписом 2010 року, у переписній місцевості мешкали 8682 особи в 3086 домогосподарствах у складі 2245 родин. Густота населення становила 1751 особа/км².  Було 3401 помешкання (686/км²).
Расовий склад населення:
| - 73,5 % — білих - 19,6 % — чорних або афроамериканців - 1,3 % — азіатів - 0,2 % — корінних американців - 0,1 % — вихідців з тихоокеанських островів - 1,4 % — осіб інших рас |

До двох чи більше рас належало 3,8 %. Частка іспаномовних становила 3,2 % від усіх жителів.
За віковим діапазоном населення розподілялося таким чином: 28,8 % — особи молодші 18 років, 60,7 % — особи у віці 18—64 років, 10,5 % — особи у віці 65 років та старші. Медіана віку мешканця становила 34,5 року. На 100 осіб жіночої статі у переписній місцевості припадало 95,0 чоловіків;  на 100 жінок у віці від 18 років та старших — 92,7 чоловіків також старших 18 років.
Середній дохід на одне домашнє господарство  становив 53 260 доларів США (медіана — 49 667), а середній дохід на одну сім'ю — 56 367 доларів (медіана — 53 132). Медіана доходів становила 38 373 долари для чоловіків та 38 132 долари для жінок. За межею бідності перебувало 16,0 % осіб, у тому числі 27,7 % дітей у віці до 18 років та 7,2 % осіб у віці 65 років та старших.
Цивільне працевлаштоване населення становило 3856 осіб. Основні галузі зайнятості: освіта, охорона здоров'я та соціальна допомога — 16,8 %, науковці, спеціалісти, менеджери — 14,2 %, транспорт — 13,7 %.